# Béchereau SAB C.1
Béchereau SAB C.1 byl francouzský dvouplošný jednomístný stíhací letoun (kategorie monoplace de chasse, C.1) navržený koncem první světové války skupinou konstruktérů pod vedením Louise Béchereaua (který předtím navrhl řadu stíhacích dvouplošníků firmy SPAD zahrnující i typ SPAD S.VII), v níž kromě něj byli i Adolphe Bernard, Marc Birkigt a Louis Blériot.

## Vznik a vývoj
SAB byl jednomístný stíhací dvouplošník s dvoukomorovým systémem mezikřídelních vzpěr poháněný osmiválcovým vidlicovým motorem Hispano-Suiza 8Fb o výkonu 300 hp (224 kW). Jelikož konstrukční tým nedisponoval vlastními výrobními kapacitami, byla stavba pěti prototypů zadána továrně Levasseur. Stroje byly v roce 1918 postaveny a otestovány, ale vzhledem ke konci války a pouze průměrným výkonům jejich vývoj dál nepokračoval a sériová výroba nebyla objednána.

## Uživatelé
- Francie
  - Aéronautique militaire

## Specifikace
Údaje dle

### Technické údaje
- Osádka: 1
- Délka: 6,90 m
- Rozpětí: 9,30 m
- Výška: 2,55 m
- Nosná plocha: 28,90 m²
- Prázdná hmotnost: 783 kg
- Vzletová hmotnost: 1 122 kg
- Pohonná jednotka: 1 × kapalinou chlazený osmiválcový vidlicový motor Hispano-Suiza 8Fb pohánějící dvoulistou dřevěnou vrtuli
- Výkon pohonné jednotky:  300 hp (224 kW)

### Výkony
- Maximální rychlost: 210 km/h
- Stoupavost:
  - Výstup do 2 000 m: 5,78 min
- Dolet:
- Dostup:

### Výzbroj
- 2 × synchronizovaný kulomet Vickers ráže 7,7 mm